# Kolding Boldklub
Kolding Boldklub (forkortet KB) er en idrætsklub i Kolding.